# Gré de Jongh
Grietje „Gré” de Jongh (ur. 2 listopada 1924 w Oostzaan, zm. 6 lutego 2002 w Amsterdamie) – holenderska lekkoatletka, sprinterka, wicemistrzyni Europy z 1950.
Odpadła w półfinale biegu na 100 metrów i eliminacjach biegu na 200 metrów na igrzyskach olimpijskich w 1948 w Londynie.
Zdobyła srebrny medal w sztafecie 4 × 100 metrów na mistrzostwach Europy w 1950 w Brukseli. Sztafeta holenderska biegła w składzie: Xenia Stad-de Jong, Puck Brouwer, Gré de Jongh i Fanny Blankers-Koen. Wyrównała wówczas rekord Holandii czasem 47,4 s. De Jongh startowała na tych mistrzostwach również w biegach na 100 metrów i na 200 metrów, ale odpadła w eliminacjach.
Zajęła 6. miejsce w sztafecie 4 × 100 metrów na igrzyskach olimpijskich w 1952 w Helsinkach (w składzie: De Jongh, Brouwer, Nel Büch i Willy Lust). W eliminacjach sztafeta poprawiła rekord Holandii czasem 47,1 s. De Jongh odpadła w eliminacjach biegu na 200 metrów na tych igrzyskach.
Choć zasadniczo była sprinterką, De Jongh ustanowiła dwa rekordy Holandii w biegu na 800 metrów do rezultatu 2:17,2 30 września 1953 w Londynie.
Była mistrzynią Holandii w biegu na 100 metrów w 1950 i w biegu na 800 metrów w 1954.
Rekordy życiowe De Jongh:
- bieg na 100 metrów – 12,1 s (23 maja 1948, Haga)
- bieg na 200 metrów – 25,0 s (29 czerwca 1952, Rotterdam)